# Epicauta fasciceps
Epicauta fasciceps là một loài bọ cánh cứng trong họ Meloidae. Loài này được Walker miêu tả khoa học năm 1871.